# پنجشنبه‌بازار میناب

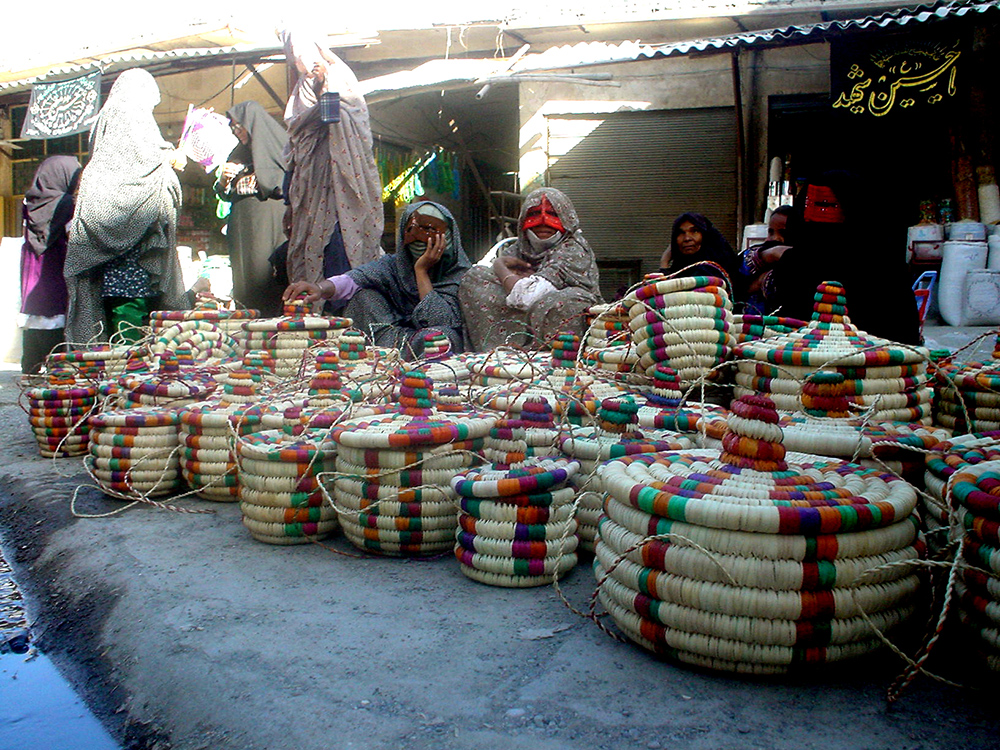
پنج‌شنبه بازار میناب، سال ۱۳۸۳

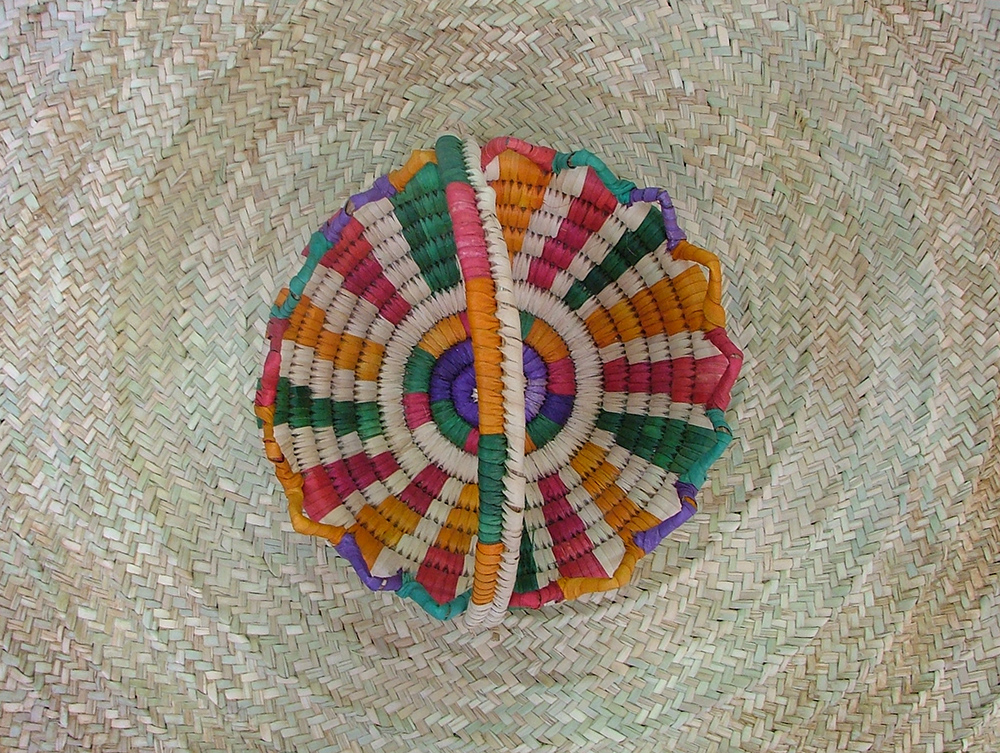
سبد حصیری، یکی از صنایع دستی میناب

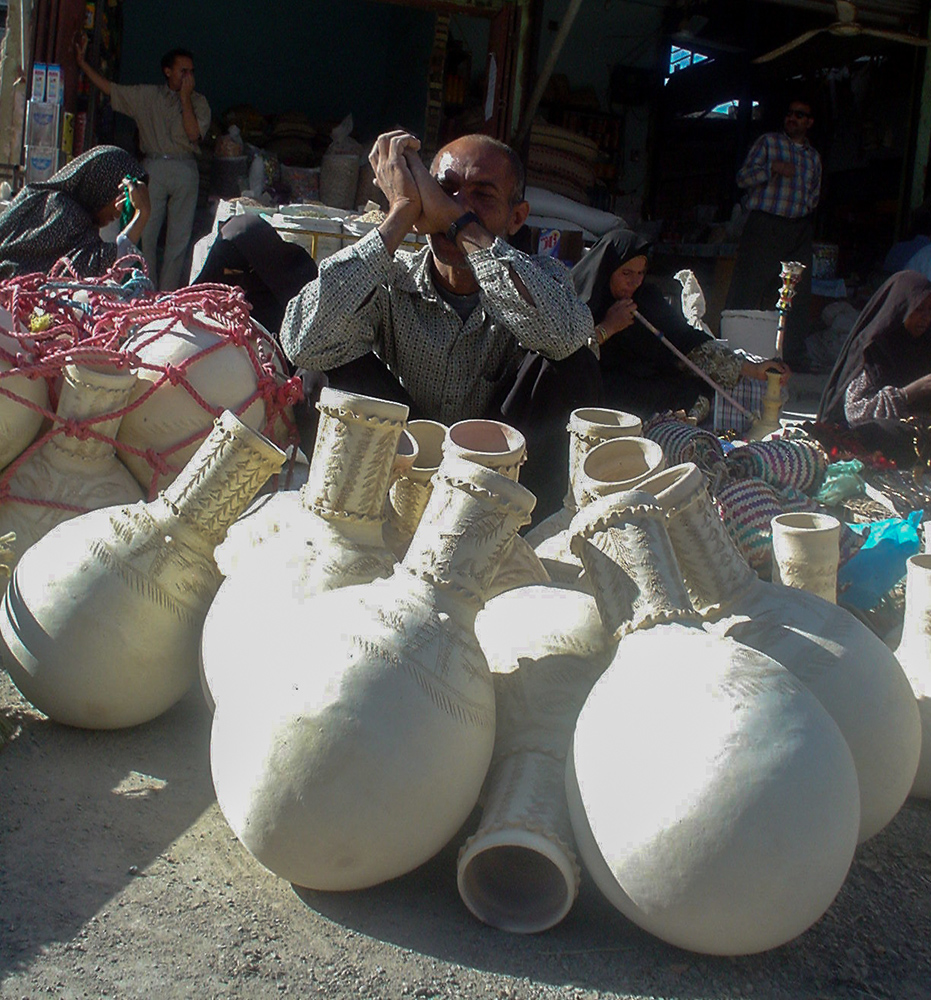
عرضه جهله (نوعی کوزه) در پنج‌شنبه بازار میناب

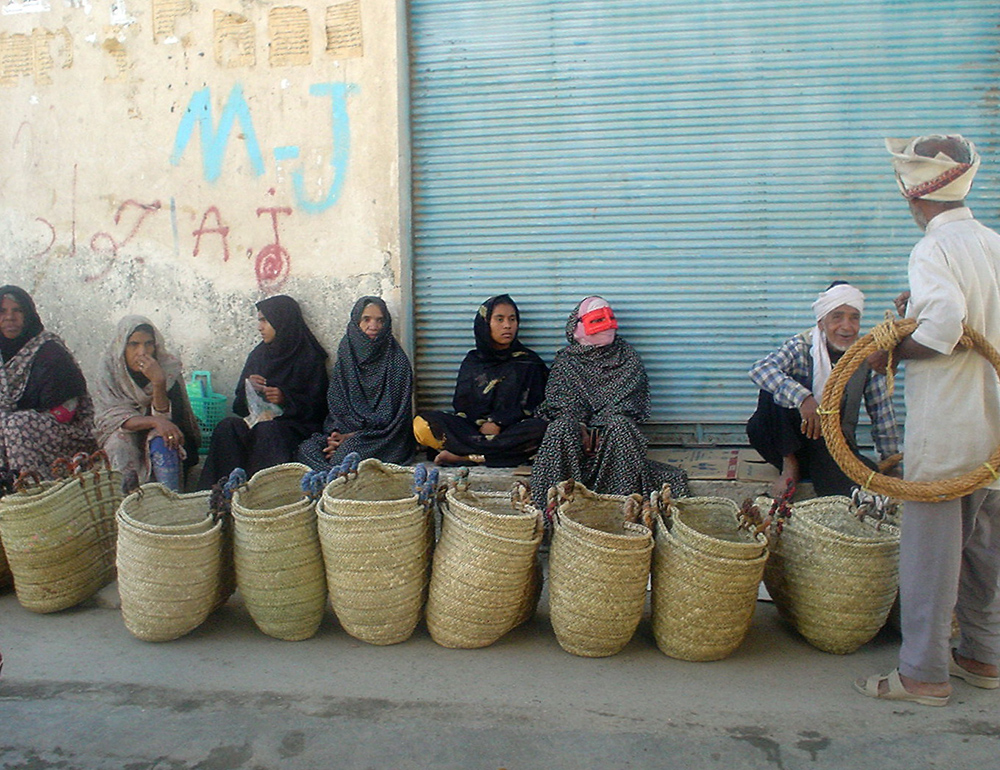
فروش صنایع‌دستی حصیری در پنج‌شنبه بازار میناب، سال ۱۳۸۳

 پنج‌شنبه‌بازار میناب بازاری تاریخی در شهر میناب و یکی از نقاط دیدنی استان هرمزگان در جنوب ایران است.
این بازار هفتگی که در مرکز شهر میناب قرار گرفته از یک سو به بازار می‌رسد و از سوی دیگر به میدان اصلی شهر متصل می‌شود. این بازار محل عرضه صنایع‌دستی، مواد غذایی و تولیدات سنتی و خانگی است.

## تاریخچه
برخی از تاریخ‌شناسان و مردم‌شناسان می‌گویند این بازار قدمتی بیش از ۵۰۰سال دارد و صدها سال قبل در روستاهای میناب نوعی بازار انحصاری به وجود آمده بود به این ترتیب که صنعتگران هر روستا موظف بودند فقط یک کالای انحصاری تهیه نمایند و در روز پنج‌شنبه همه روستاییان محصولات خود را به شهر می‌آورند و در پنج‌شنبه بازار میناب به صورت پایاپای یا خرید و فروش عرضه می‌کردند.
مثلاً مردم روستای شهوار فقط صنایع سفالگری تهیه می‌کردند، روستای بهمنی با استفاده از پیش (برگ درخت نخل) در کار تهیه صنایع‌دستی حصیری بودند و سینی (سُپ) تهیه می‌کردند، روستای قاسم جلالی بادبزن حصیری و مردم روستای چلو کنتله (صندوق لباس) می‌ساختند.
اگرچه در سال‌های اخیر، کارکرد پنج‌شنبه‌بازار میناب تغییر کرده و از بازار عرضه صنایع‌دستی به بازاری محلی و هفته‌ای تغییر ماهیت داده است  اما در قدیم راسته و قسمت‌های مختلف این بازار عبارت بودند از: راسته سلمانی‌ها، راسته هیزم‌فروش‌ها، راسته علوفه‌فروش‌ها، راسته سبدفروشان و راسته مال فروشان که ویژه فروش حیواناتی نظیر اسب و الاغ بود.

## صنایع دستی
پنج‌شنبه بازار میناب از گذشته‌های دور تاکنون محل عرضه صنایع‌ دستی و تولیدات سنتی و خانگی بوده‌است و انواع صنایع دستی حصیری، بافتنی، سفالی و ... به‌چشم می‌خورد.
از جمله صنایع دستی سفالی که در گذشته در پنج‌شنبه بازار میناب عرضه می‌شد می‌توان به جهله (نوعی کوزه)، کوار، گراشی، اشترگلی (اشترکو)، گشته‌سوز و ... اشاره کرد.
از محصولات حصیری می‌توان به سید، بادبزن، تک (نوعی زیرانداز)، درپوش کوزه، گلدان حصیری، ظرف میوه، ظرف نگهداری نان و قفس پرندگان نام برد.
برقع، گلابتون‌دوزی و زری‌دوزی لباس‌ها و شلوارهای سنتی هم از صنایع دستی منحصر به فرد جنوب ایران است که در این بازار همواره عرضه می‌شد.
پنج‌شنبه بازار میناب همچون دیگر بازارهای هفتگی محدود به صنایع‌دستی نبود و محصولات کشاورزی میناب همچون مرکبات (پرتقال، لیموترش)، خرما، صیفی‌جات، غلات، گوجه فرنگی، خیار، هندوانه، پیاز، بادمجان و... هم از محصولاتی بود که عرضه می‌شد.

## پنج‌شنبه‌بازار جدید میناب
با گسترش شهر میناب و کوچک بودن محل برگزاری پنج‌شنبه بازار، اکنون بازار دیگری با نام پنج‌شنبه بازار در حاشیه رودخانه میناب و در امتداد بلوار ساحلی تشکیل شده‌ است البته کالاهای این بازار دیگر مثل پنج‌شنبه بازار قدیم کالاها و صنایع دستی حصیری و سفالی نیست و همه نوع کالایی در این بازار جدید یافت می‌شود.
پنج‌شنبه‌بازار موتورسیکلت فروشان و پنج‌شنبه بازار دام (گاو گوسفند و بز) که به پاکُنار مشهور است که در امتداد بلوار ساحلی شهر میناب ایجاد شده‌اند از دیگر بازارهای قابل ذکر در میناب هستند که مشتریان خاص خودشان را از سراسر استان هرمزگان و نیز استان همجوار کرمان را دارد.

## روایت‌های تاریخی
گابریل آلفونس پزشک، جغرافی‌دان و محقق اتریشی به همراه همسرش در ابتدای قرن بیستم سه‌بار به نقاط مرکزی و شرقی ایران سفر کرد و در یکی از سفرهایش به میناب آمد.
آلفونس درباره مشاهدات‌اش از پنج‌شنبه بازار میناب نوشته بود: در آنجا از اطراف و اکناف مردم بدوی چادرنشین گرد هم می‌آیند، چه از کوهستان چه از دشت. بلوچ‌ها با لباس‌های رنگارنگ، بشاکردی‌های ژنده‌پوش، مردم آراسته و جدی رودان و رودبار. به خصوص سبدهایی زیبا آنجا عرصه می‌شود و…

## فیلم مستند پنج‌شنبه بازار میناب
سال ۱۳۴۸ ناصر تقوایی فیلمساز مطرح ایران یک فیلم مستند ۱۶ میلی‌متری و سیاه و سفید با نام پنج‌شنبه بازار میناب تولید کرد.
 در خلاصه این فیلم آمده‌است: اهالی میناب و روستاهای اطراف آن برای تهیه مایحتاج هفتگی خود، هر هفته بازار پررونقی بر پا می‌کنند. در بساط رنگین آن‌ها همه چیز یافت می‌شود، از دست‌افزارهای حصیری تا ظروف سفالی و جنس‌هایی که با لنج از آن سوی آب آورده می‌شوند. آدم‌ها در پنج‌شنبه بازار میناب، همه به قصد مایحتاج خود و هم گشت و گذار روز خود را شب می‌کنند و در غروب با برچیده شدن بساط‌ها با دستی پر سوار بر موتورسیکلت و وانت و مینی‌بوس راه روستاهای خود را در پیش می‌گیرند.
عوامل این فیلم عبارت‌اند از: کارگردان و پژوهشگر: ناصر تقوایی / فیلمبردار: توفیق ابراهیمی / تدوین‌گر: عباس گنجوی / صدا: حیدر نخعی / محصول: رادیو و تلویزیون ملی ایران

## ثبت ملی
۲۵ شهریور ۹۴ در جلسه کمیته تخصصی ثبت میراث فرهنگی ناملموس، «شیوه سنتی برگزاری بازارهای هفتگی: پنج‌شنبه بازار میناب» به همراه ۱۸ اثر دیگر در «فهرست معرف و در خطر ملی» به ثبت رسید. 